# Tartiers
Tartiers település Franciaországban, Aisne megyében. Lakosainak száma 165 fő (2022. január 1.). Tartiers Bieuxy, Cuisy-en-Almont, Épagny, Fontenoy, Morsain, Nouvron-Vingré és Vézaponin községekkel határos.

## Népesség
A település népessége az elmúlt években az alábbi módon változott:
| Lakosok száma | 208  | 195  | 180  | 166  | 178  | 168  | 166  | 167  | 166  | 165  |
|               | 1968 | 1982 | 1990 | 2006 | 2013 | 2015 | 2017 | 2019 | 2020 | 2022 |